# Training Day
Training Day – amerykańskiej serial telewizyjny (dramat kryminalny, neo-noir) wyprodukowany przez Fuqua Films, Jerry Bruckheimer Television oraz Warner Bros. Television, który jest kontynuacją filmu Dzień próby z 2001 roku autorstwa Davida Ayera. Serial był emitowany od 2 lutego 2017 roku do 20 maja 2017 roku przez CBS.

 17 maja 2017 roku, stacja CBS ogłosiła anulowanie serialu po jednym sezonie

## Fabuła
Akcja serialu dzieje się 15 lat po wydarzeniach z filmu. Kyle Craig, młody policjant, zostaje przydzielony do elitarnego oddziału LAPD, którym dowodzi skorumpowany detektyw Frank Rourke.

## Obsada
- Justin Cornwell jako Kyle Craig[3]
- Bill Paxton jako Frank Rourke[4]
- Drew Van Acker jako Tommy Campbell[5]
- Lex Scott Davis jako Alyse Arrendondo[6]
- Julie Benz jako Holly Butler[7]
- Katrina Law jako Rebecca Lee, detektyw[8]
- Marianne Jean-Baptiste jako Joy Lockhart
- Christina Vidal jako Valeria Chavez[9]
- Emma Caulfield[10]
- Brian Van Holt[10]

## Odcinki
| Sezon | Sezon | Odcinki | Oryginalna emisja CBS | Oryginalna emisja CBS | Oryginalna emisja | Oryginalna emisja | Oryginalna emisja |
| Sezon | Sezon | Odcinki | Premiera sezonu       | Finał sezonu          | Premiera sezonu   | Finał sezonu      |                   |
| ----- | ----- | ------- | --------------------- | --------------------- | ----------------- | ----------------- | ----------------- |
|       | 1     | 13      | 2 lutego 2017         | 20 maja 2017          | —                 | —                 |                   |

## Sezon 1 (2017)
| #  | Tytuł                | Reżyseria         | Scenariusz                                | Premiera CBS     | Premiera w Polsce |
| -- | -------------------- | ----------------- | ----------------------------------------- | ---------------- | ----------------- |
| 1  | Apocalypse Now       | Danny Cannon      | Will Beall                                | 2 lutego 2017    | nieemitowany      |
| 2  | Tehrangeles          | Louis Milito      | Barry Schindel                            | 9 lutego 2017    | nieemitowany      |
| 3  | Trigger Time         | Nathan Hope       | Will Beall                                | 16 lutego 2017   | nieemitowany      |
| 4  | Code of Honor        | Milan Cheylov     | Rebecca Dameron                           | 23 lutego 2017   | nieemitowany      |
| 5  | Wages of Sin         | Steven Adelson    | Robert Port                               | 2 marca 2017     | nieemitowany      |
| 6  | Faultlines           | Matt Earl Beesley | Ian Shorr                                 | 9 marca 2017     | nieemitowany      |
| 7  | Quid Pro Quo         | Eagle Egilsson    | Maisha Closson                            | 8 kwietnia 2017  | nieemitowany      |
| 8  | Blurred Lines        | Steve Shill       | Terrance Paul Winter                      | 15 kwietnia 2017 | nieemitowany      |
| 9  | Bad Day at Aqua Mesa | Jeffrey Hunt      | Clay Senechal                             | 22 kwietnia 2017 | nieemitowany      |
| 10 | Sunset               | Larry Teng        | Alexi Hawley                              | 29 kwietnia 2017 | nieemitowany      |
| 11 | Tunnel Vision        | Christine Moore   | Rebecca Dameron                           | 6 maja 2017      | nieemitowany      |
| 12 | Elegy                | Anton Cropper     | Alec Wells, Greg Yeoman                   | 13 maja 2017     | nieemitowany      |
| 13 | Elegy Part: 2        | Eriq La Salle     | Bianca Sams, John Covarrubias, Will Beall | 20 maja 2017     | nieemitowany      |

## Produkcja
14 sierpnia 2015 roku stacja CBS zamówiła pilotowy odcinek adaptacji filmu Dzień próby.
26 lutego 2016 Bill Paxton dołączył jako Frank Rourke.
W marcu 2016 roku Katrina Law, Drew Van Acker i Julie Benz dołączyli do obsady serialu.
7 kwietnia 2016 roku Lex Scott Davis dołączyła do dramatu.
9 maja 2016 ogłoszono, że główną rolę w serialu zagra Justin Cornwell.
14 maja 2016 roku stacja CBS oficjalnie zamówiła pierwszy sezon serialu na sezon telewizyjny 2016/2017.
8 sierpnia 2016 roku Christina Vidal dołączyła do serialu.
7 września 2016 ogłoszono, że Emma Caulfield i Brian Van Holt zagrają w dramacie.